# Lituània al Festival de la Cançó d'Eurovisió
Lituània ha participat en el Festival de la Cançó d'Eurovisió des de 1994. Lituània té, en general, puntuacions discretes. Malgrat que l'any 2006 van aconseguir la seva millor posició amb «We are the winners» (la 6a), Lituània no ha tingut molt d'èxit, en contrast amb altres països bàltics com Letònia i Estònia, els quals ja han guanyat.
El debut de Lituània al festival de 1994 a Dublín va ser un desastre. El cantant lituà Ovidijus Vyšniauskas va tenir l'honor de ser el primer a representar el seu país al concurs, però no va obtenir cap punt i va quedar en últim lloc. Com a conseqüència, Lituània es va retirar quatre anys del concurs i no hi va tornar fins 1999. Aistė Smilgevičiūtė va anar a Jerusalem amb la cançó "Strazdas" que va ser cantada en samogitià, producte de la llibertat d'idioma. El resultat va tornar a ser decebedor: "Strazdas" va obtenir el vintè lloc, per la qual cosa no podria competir l'any 2000.
Al Festival de la Cançó d'Eurovisió 2001 de Copenhaguen, Lituània va tornar a participar amb la cançó "You Got Style" del grup Skamp. En aquesta ocasió va rebre 35 punts i un 13è lloc, un lloc bastant bo per a les seves expectatives i que va portar el grup a la fama al seu país. En 2002, Lituània va seleccionar el grup B'Avarija per a Tallinn, amb la cançó "We All". No obstant això, aquesta cançó va ser emesa abans del termini marcat per la UER en la ràdio i va ser desqualificada. Per tant, el segon de la final nacional, Aivaras, va ser enviat, però la seva cançó "Happy You", no va tenir èxit al Festival. Aivaras va acabar en penúltim lloc i el país va tornar a quedar relegat.
Des que es va establir la semifinal en 2004, Lituània ha pogut superar-la 7 vegades (2006, 2009, 2011, 2012, 2013, 2015, 2016 i 2018). El 2004, Linas & Simone i la cançó "What's Happened To Your Love" van acabar en 16è lloc amb només 26 punts. En 2005, Laura & The Lovers van presentar "Little By Little", una cançó sobre la qual es van posar moltes expectatives, però que va acabar en últim lloc.
En 2006, Lituània es va decidir per alguna cosa totalment diferent. Es va formar un grup, LT United, específicament per al festival, format per sis homes amb un nombre humorístic i la cançó "We Are The Winners (Of Eurovision)", la qual cosa va generar molta atenció per part de la premsa lituana i els va donar el bitllet a Atenes a conseqüència de la seva victòria en la preselecció. La cançó lituana va generar, primer, molèsties en molts fans eurovisius pel seu estil i pel títol, que malgrat ser una miqueta irònic, no va ser entès per tots. La lletra de la cançó va ser percebuda per la majoria d'ells com a arrogant. Tots dos factors semblaven reduir les seves oportunitats, però LT United es va convertir en un favorit del públic durant la seva presentació, i va aconseguir el 5è lloc en la semifinal amb la consegüent passada, per primera vegada, a la final després d'una semifinal. La cançó va obtenir el 6è lloc amb 162 punts, fet que va donar com a resultat el major èxit lituà al Festival de la Cançó d'Eurovisió.
Tan sols dues vegades ha aconseguit aquest país entrar en el TOP-10 en una final: al 2006 (6è) i al 2016 (9è).

## Participacions
Llegenda
| Any                                   | Seu         | Artista                         | Cançó                              | Final                | Punts                | Semifinal                 | Punts                     |
| ------------------------------------- | ----------- | ------------------------------- | ---------------------------------- | -------------------- | -------------------- | ------------------------- | ------------------------- |
| 1994                                  | Dublín      | Ovidijus Vyšniauskas            | «Lopšinė mylimai»                  | 25                   | 0                    | No va haver-hi semifinals | No va haver-hi semifinals |
| No hi va participar entre 1995 i 1998 |             |                                 |                                    |                      |                      |                           |                           |
| 1999                                  | Jerusalem   | Aistė Smilgevičiūtė             | «Strazdas»                         | 20                   | 13                   | No va haver-hi semifinals | No va haver-hi semifinals |
| No hi va participar en 2000           |             |                                 |                                    |                      |                      |                           |                           |
| 2001                                  | Copenhaguen | SKAMP                           | «You got style»                    | 13                   | 35                   | No va haver-hi semifinals | No va haver-hi semifinals |
| 2002                                  | Tallinn     | Aivaras Stepukonis              | «Happy You»                        | 23                   | 12                   | No va haver-hi semifinals | No va haver-hi semifinals |
| No hi va participar en 2003           |             |                                 |                                    |                      |                      |                           |                           |
| 2004                                  | Istanbul    | Linas & Simona                  | «What's happened to your love?»    | No es va classificar | No es va classificar | 16                        | 26                        |
| 2005                                  | Kíev        | Laura & The Lovers              | «Little by little»                 | No es va classificar | No es va classificar | 25                        | 17                        |
| 2006                                  | Atenes      | LT United                       | «We are the winners»               | 6                    | 162                  | 5                         | 163                       |
| 2007                                  | Hèlsinki    | 4Fun                            | «Love or leave»                    | 21                   | 28                   | Top 10 de l'any anterior  | Top 10 de l'any anterior  |
| 2008                                  | Belgrad     | Jeronimas Milius                | «Nomads in the night»              | No es va classificar | No es va classificar | 16                        | 30                        |
| 2009                                  | Moscou      | Sasha Son                       | «Love»                             | 23                   | 23                   | 9                         | 66                        |
| 2010                                  | Oslo        | InCulto                         | «East European Funk»               | No es va classificar | No es va classificar | 12                        | 44                        |
| 2011                                  | Düsseldorf  | Evelina Sašenko                 | «C'est ma vie»                     | 19                   | 63                   | 5                         | 81                        |
| 2012                                  | Bakú        | Donny Montell                   | «Love is blind»                    | 14                   | 70                   | 3                         | 104                       |
| 2013                                  | Malmö       | Andrius Pojavis                 | «Something»                        | 22                   | 17                   | 9                         | 53                        |
| 2014                                  | Copenhaguen | Vilija Matačiūnaitė             | «Attention»                        | No es va classificar | No es va classificar | 11                        | 36                        |
| 2015                                  | Viena       | Monika Linkyté i Vaidas Baumila | «This Time»                        | 18                   | 30                   | 7                         | 67                        |
| 2016                                  | Estocolm    | Donny Montell                   | «I've Been Waiting for This Night» | 9                    | 200                  | 4                         | 222                       |
| 2017                                  | Kíev        | Fusedmarc                       | «Rain of Revolution»               | No es va classificar | No es va classificar | 17                        | 42                        |
| 2018                                  | Lisboa      | Ieva Zasimauskaitė              | «When We're Old»                   | 12                   | 181                  | 9                         | 119                       |
| 2019                                  | Tel-Aviv    | Jurijus                         | «Run with the lions»               | No es va classificar | No es va classificar | 11                        | 93                        |
| 2020                                  | Rotterdam   | The Roop                        | «On Fire»                          | Festival cancel·lat  | Festival cancel·lat  | Festival cancel·lat       | Festival cancel·lat       |
| 2021                                  | Rotterdam   | The Roop                        | «Discoteque»                       | 8                    | 220                  | 4                         | 203                       |
| 2022                                  | Torí        | Monika Liu                      | «Sentimentai»                      | 14                   | 128                  | 7                         | 159                       |
| 2023                                  | Liverpool   | Monika Linkytė                  | «Stay»                             | 11                   | 127                  | 4                         | 110                       |
| 2024                                  | Malmö       | Silvester Belt                  | «Luktelk»                          | 14                   | 90                   | 4                         | 119                       |
| 2025                                  | Basilea     | Katarsis                        | «Tavo akys»                        | 16                   | 96                   | 6                         | 103                       |
| 2026                                  | Àustria     |                                 |                                    |                      |                      |                           |                           |

## Galeria d'imatges

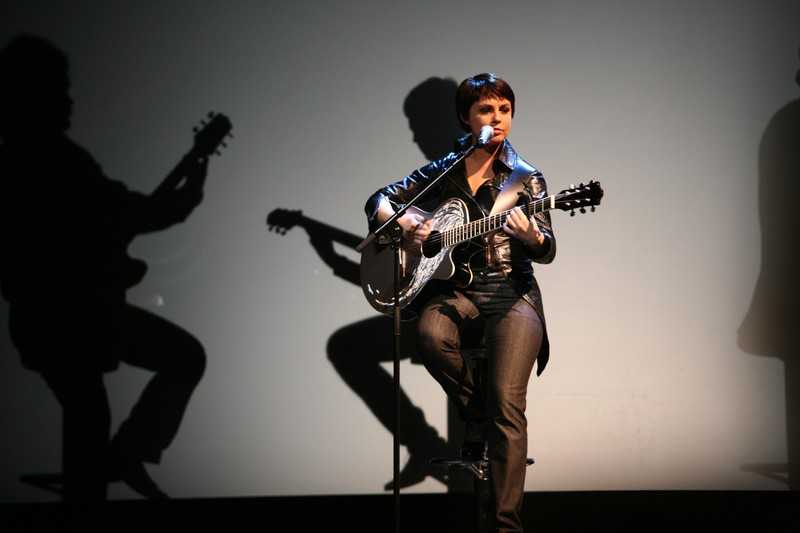
4Fun a Hèlsinki (2007)
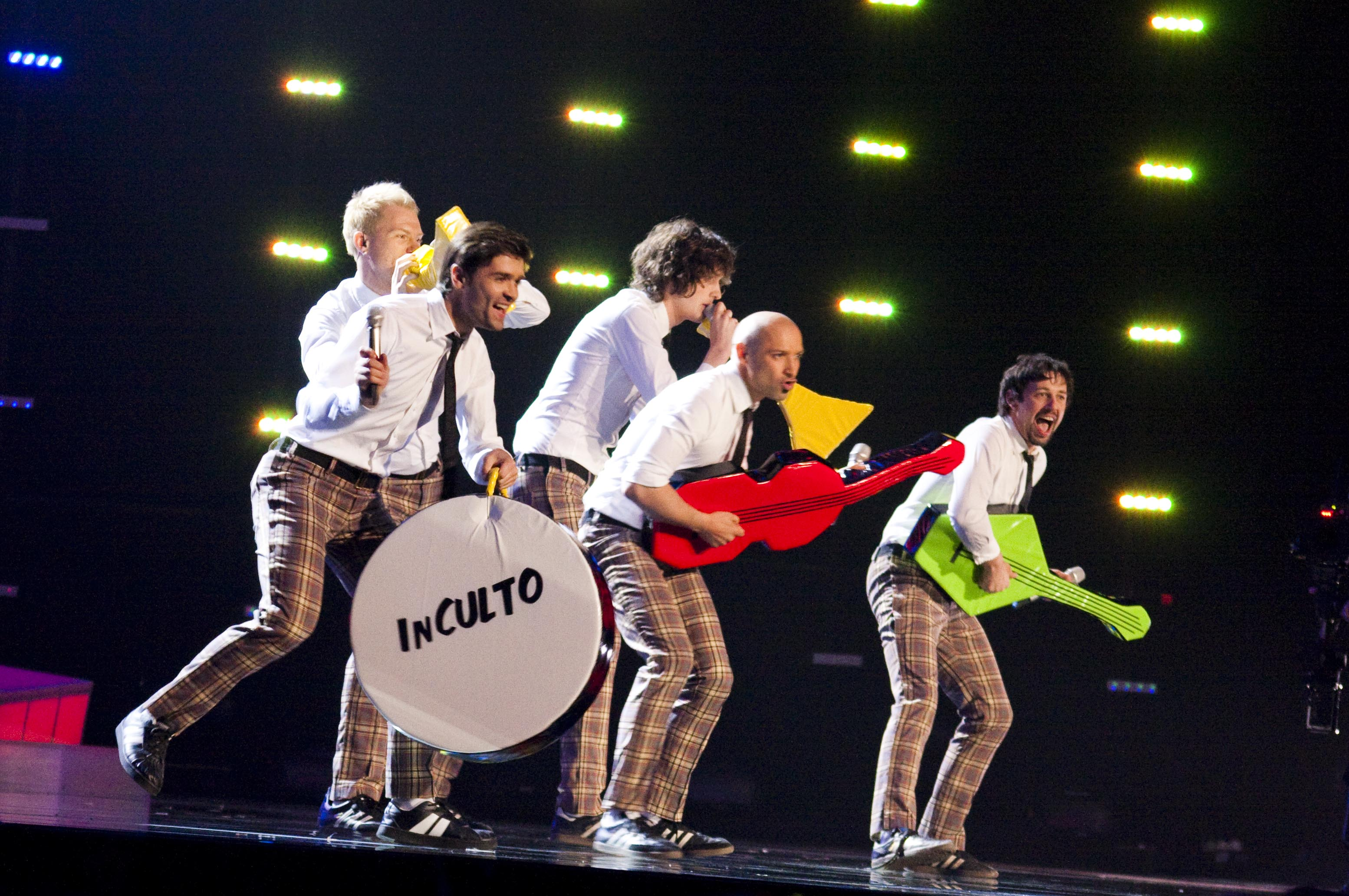
InCulto a Oslo (2010)
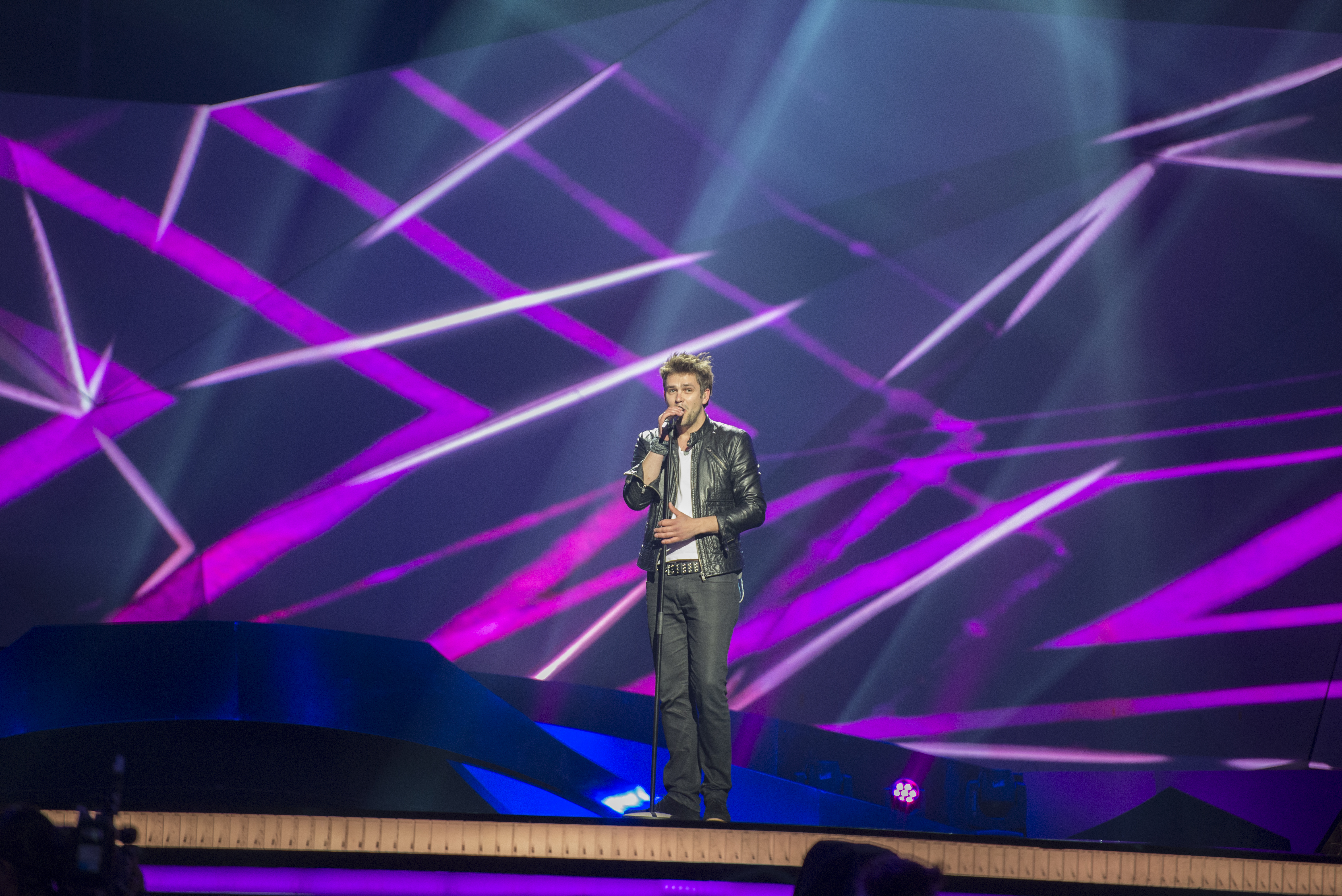
Andrius Pojavis a Malmö (2013)
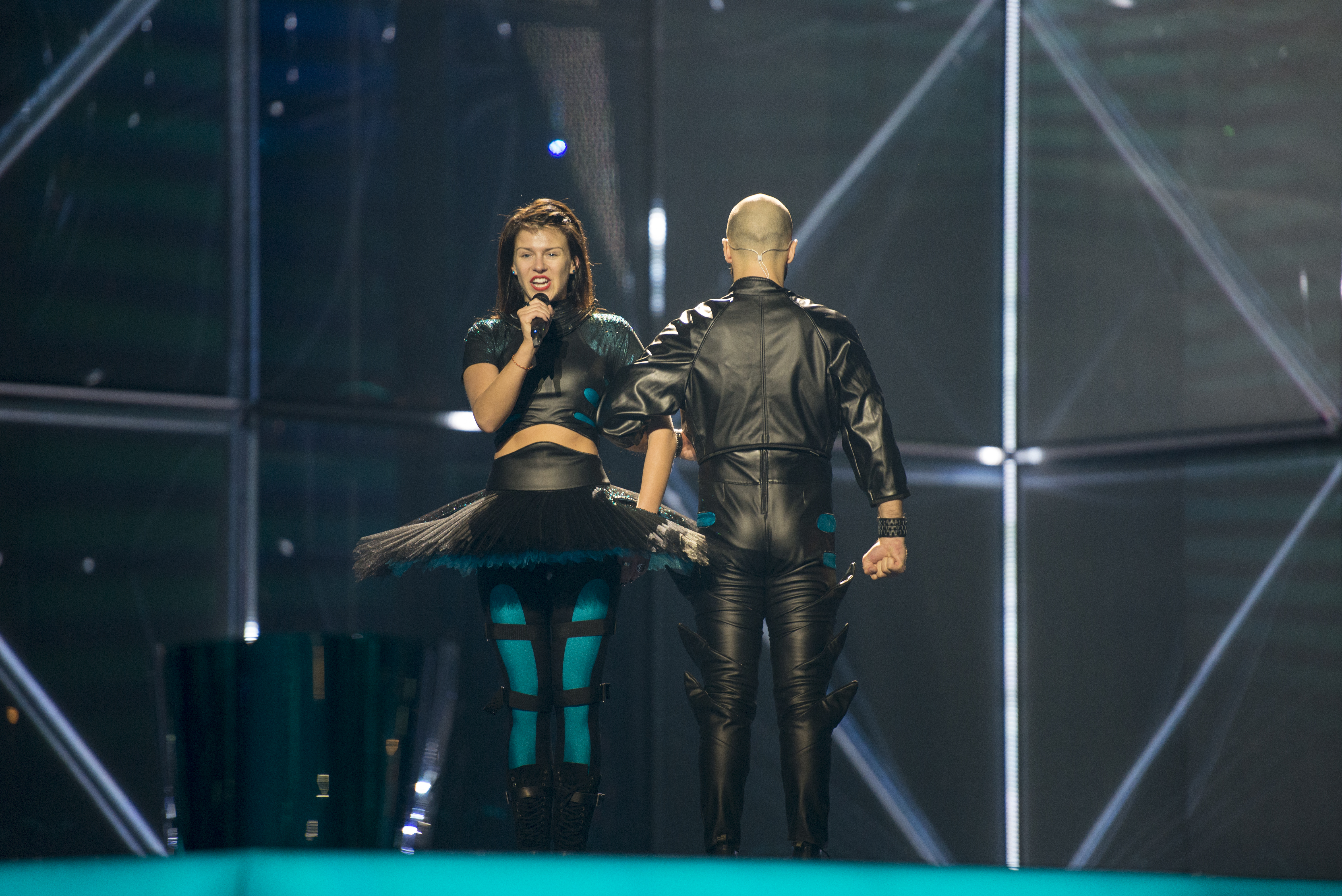
Vilija Matačiūnaitė a Copenhaguen (2014)
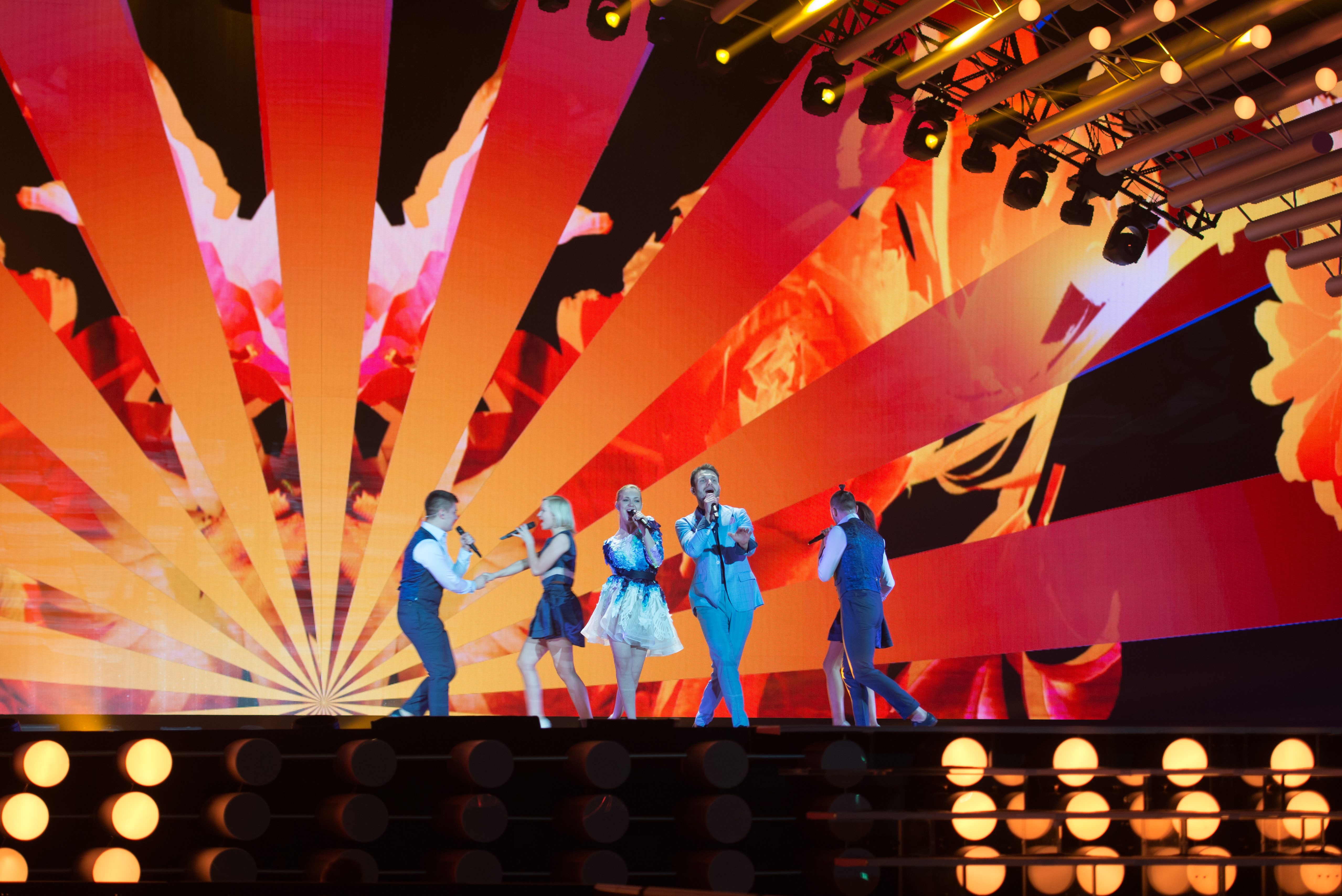
Monika Linkytė i Vaidas Baumila a Viena (2015)
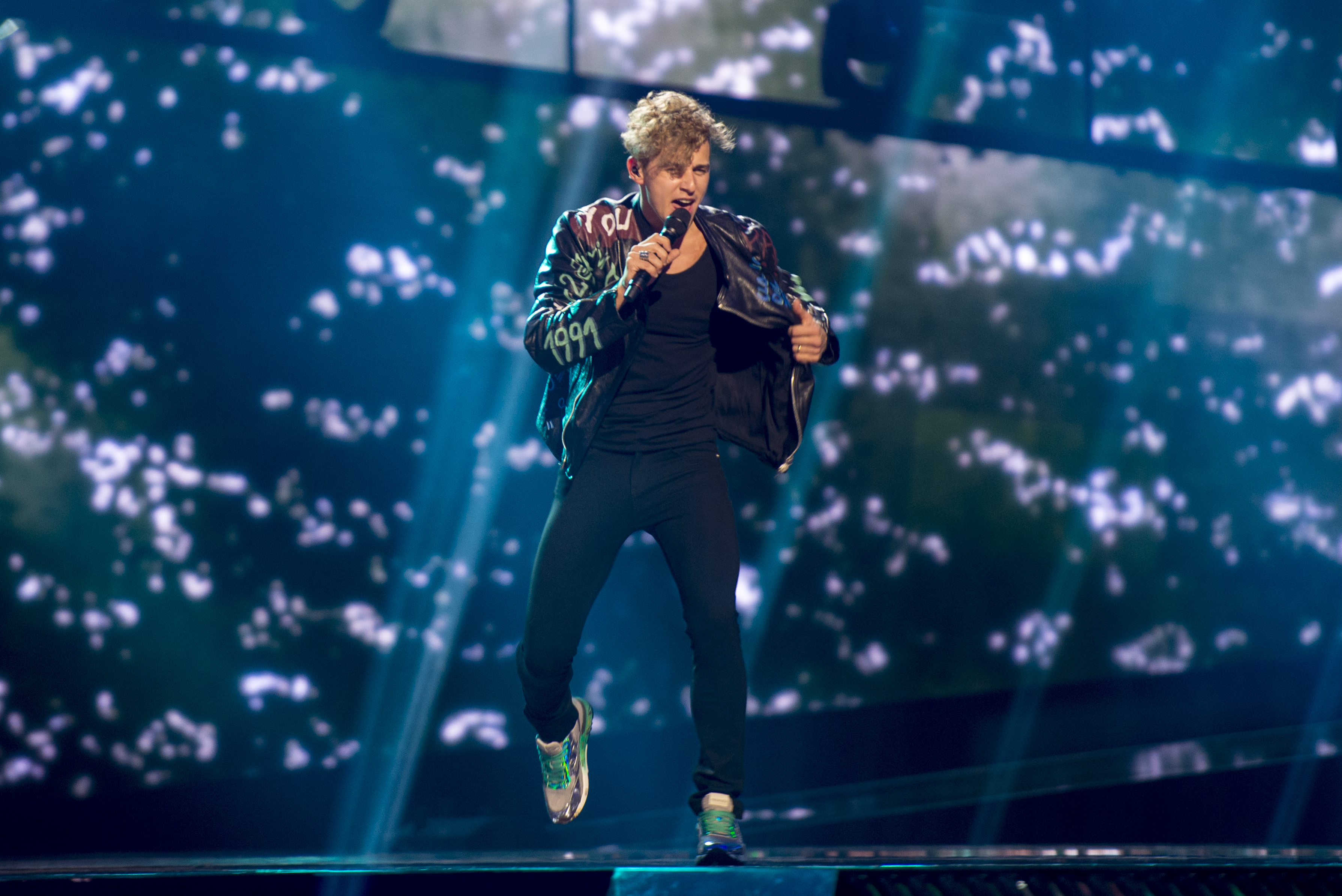
Donny Montell a Estocolm (2016)
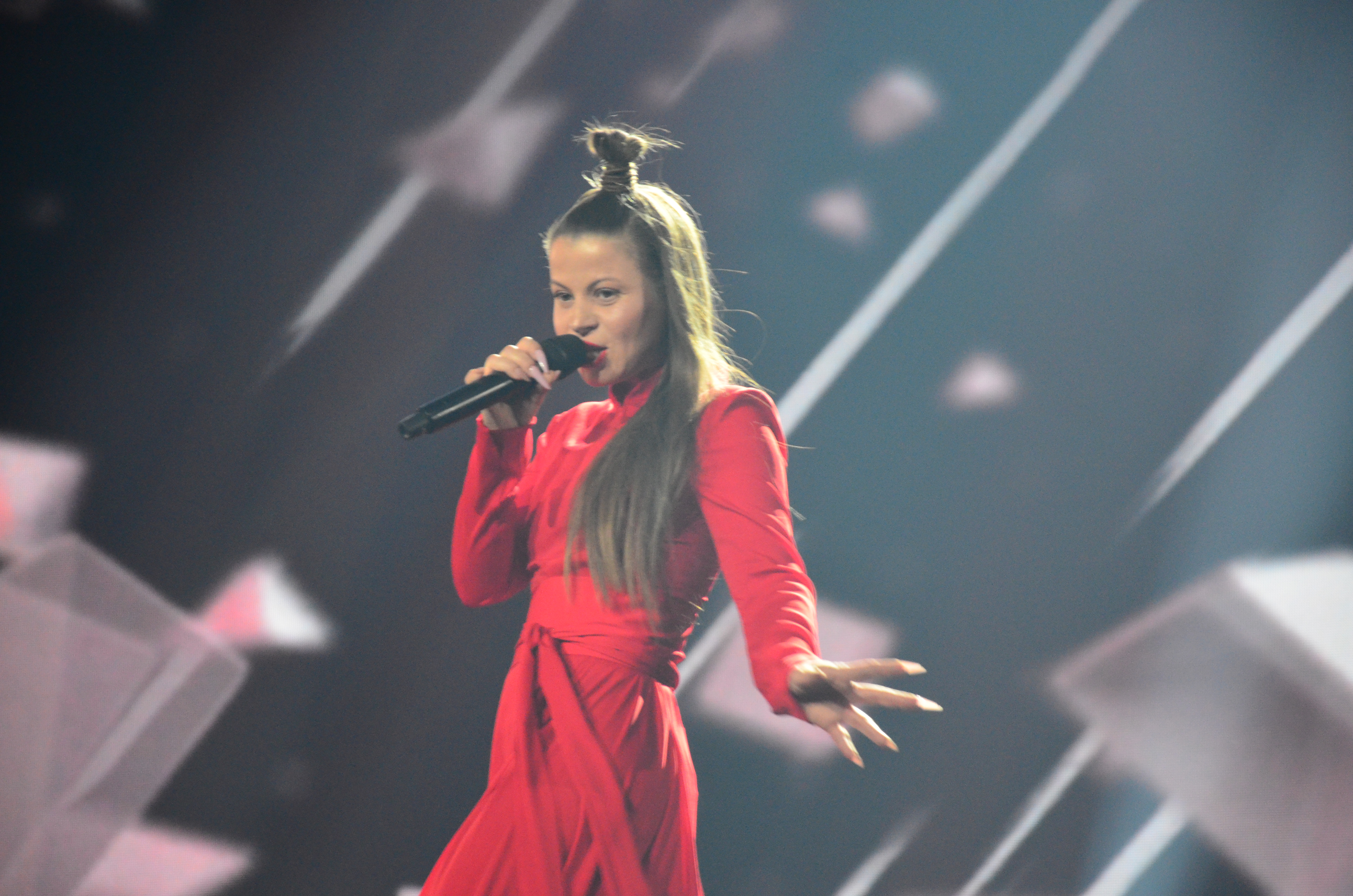
Fusedmarc a Kíev (2017)
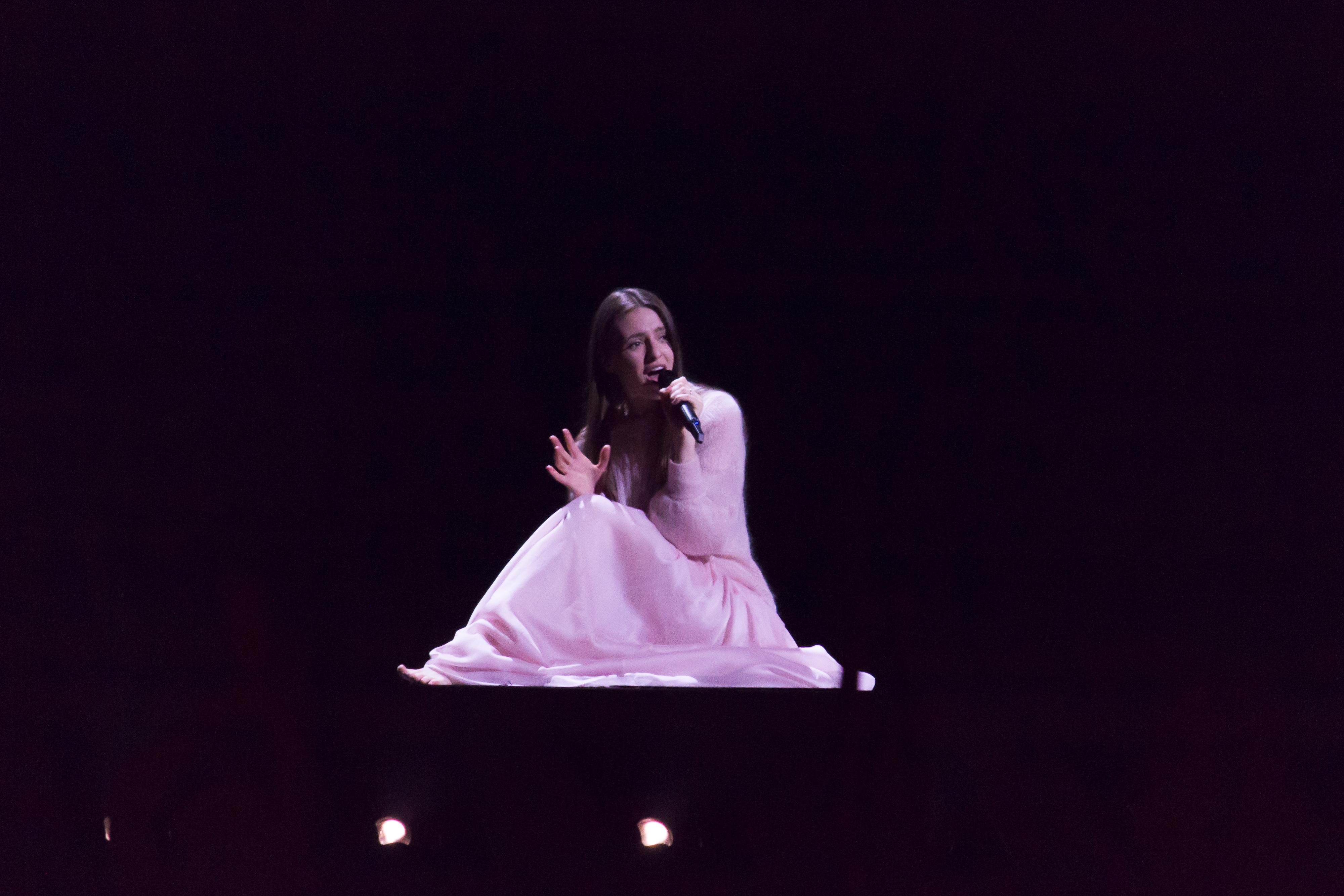
Ieva Zasimauskaitė a Lisboa (2018)
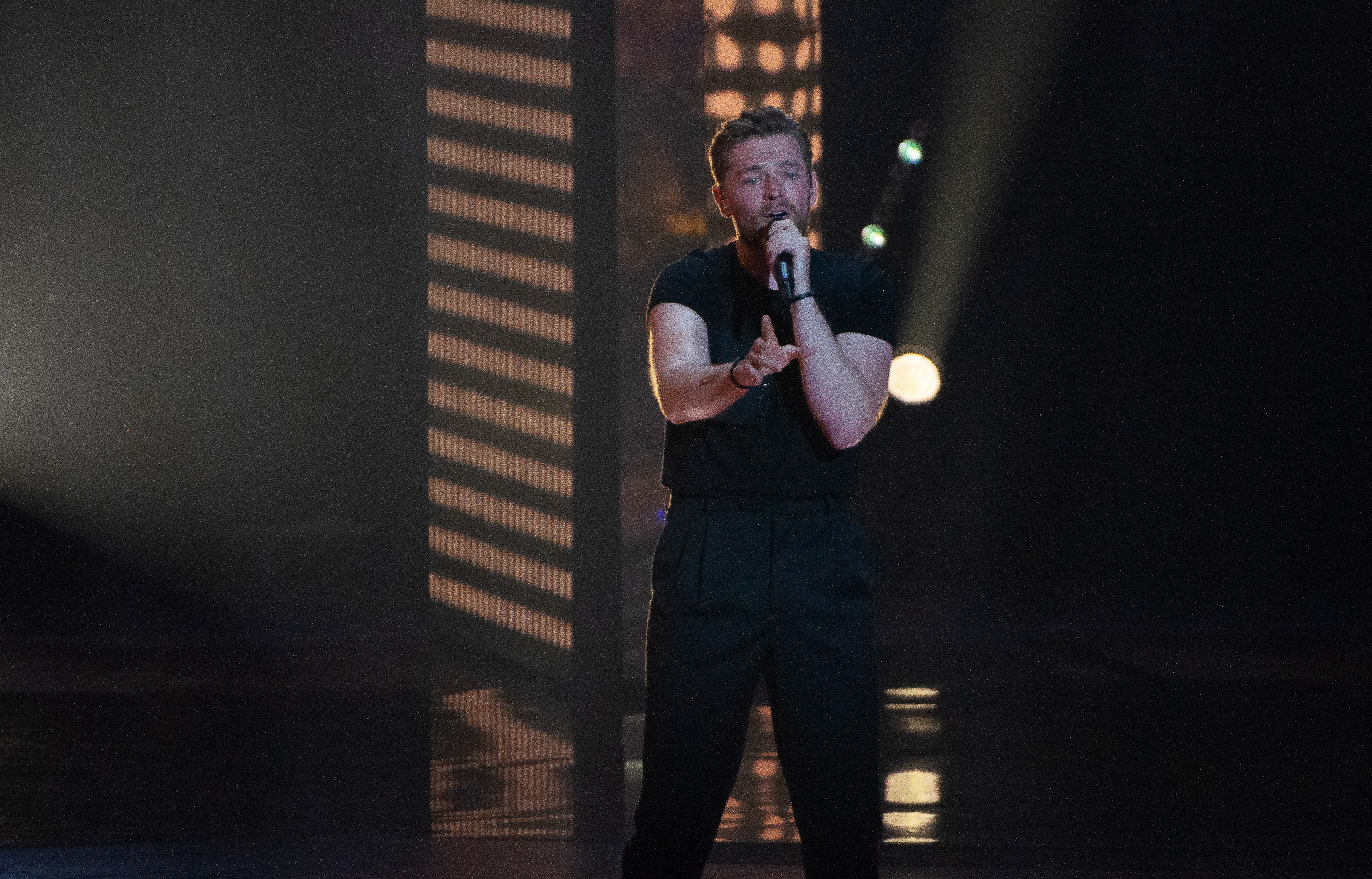
Jurijus Veklenko a Tel-Aviv (2019)